# Lithoplocamia filholi
Lithoplocamia filholi är en svampdjursart som först beskrevs av Topsent 1892.  Lithoplocamia filholi ingår i släktet Lithoplocamia och familjen Raspailiidae. Inga underarter finns listade i Catalogue of Life.